# Leptodactylus ochraceus
Leptodactylus ochraceus är en groddjursart som beskrevs av Lutz 1930. Leptodactylus ochraceus ingår i släktet Leptodactylus och familjen tandpaddor. Inga underarter finns listade i Catalogue of Life.